# 亞當·傑利姆哈諾夫
亞當·蘇丹諾維奇·傑利姆哈諾夫（1969年9月25日—），俄羅斯政治家、億萬富豪，車臣人。他是現任車臣共和國首腦拉姆贊·卡德羅夫的政治盟友，也是他的堂表親。2006年至2007年期間任車臣共和國副總理。他是俄羅斯聯邦第五、六、七屆國家杜馬議員（自2007年起擔任），現為國家杜馬安全和反腐敗委員會委員。
他原本是伊奇克里亞車臣共和國軍隊的指揮官萨勒曼·拉杜耶夫的私人司機。1999年第二次車臣戰爭爆發以後，他叛逃到俄羅斯聯邦軍隊。後效命於車臣共和國內政部，對車臣叛軍進行鎮壓。俄羅斯的人權活動人士和記者指責他侵犯人權。
根據伊薩·亞馬達耶夫的指控，傑利姆哈諾夫是2008年魯斯蘭·亞馬達耶夫被殺案的兇手，亞馬達耶夫是卡德羅夫的政敵。翌年蘇利姆·亞馬達耶夫在杜拜被殺也被認為是他指使。2009年4月，應阿拉伯聯合大公國要求，國際刑警組織對他進行全球通緝。
2014年7月，由於他與俄羅斯黑手黨組織兄弟圈之間的關係，美國財政部對他進行制裁。
2022年俄羅斯入侵烏克蘭期間，傑利姆哈諾夫作為卡德羅夫軍的指揮官參加马里乌波尔围城战。4月26日，他被俄羅斯總統弗拉基米尔·普京授予俄羅斯聯邦英雄稱號。7月，傑利姆哈諾夫被歐盟制裁。2022年9月28日，傑利姆哈諾夫獲授予盧甘斯克人民共和國英雄稱號。
2023年6月1日，傑利姆哈諾夫批評僱傭兵組織瓦格納集團領導人葉夫根尼·普里戈任，他說：「如果你不明白，可以聯繫我們告訴我們地點和時間，我們會解釋你不明白的事情。你已經成為一個對著全世界大聲喊叫的博主，停止喊叫和大聲嚷嚷。」
2023年6月14日，傑利姆哈諾夫已在扎波羅熱州失蹤。隨後俄羅斯消息來源指出傑利姆哈諾夫砲擊中受傷。但烏克蘭消息來源指他在普里莫爾斯克的一次砲擊中喪生。而車臣共和國首腦拉姆赞·卡德罗夫隨後懸賞重金，甚至向烏克蘭情報部門求助，希望提供砲擊位置，好讓他能找到「我親愛的兄弟」。不过后来卡德罗夫说，他发布自己着急的消息是为了让乌克兰信源出洋相，他声称傑利姆哈諾夫没有任何问题。
2023年7月2日，卡德罗夫发布视频和他一起就餐。